# ミスキャンパス
「ミスキャンパス」は、日本の大学で、在校生を候補として行われるミス・コンテストの通称・総称である。大学祭の催事として実施される場合が多く、模擬店などを抑え大学祭で1番注目される催しとする調査もある。全国で開催される数は200を超えるとみられ、その半数以上はミスター・キャンパスと同時開催されるとみられる。
1コンテストあたり5名から6名程度がファイナリストとして活動し、ネット投票や会場投票などを通じ内1名がグランプリとして選ばれることが多い。一部の大学におけるミスキャンパスは、女性タレントや女子アナウンサーへの登竜門ともなっていることで知られる。

## 概要
ミスキャンパス・コンテストは、1950～70年代頃から開催されているとみられる。女優の野際陽子は在学中にミス立教に選ばれ、1958年にNHKに入局している。ミス青山学院は2015年時点で開催40回目を迎え、ミス慶應は1975年に第1回が開催されている。大学により異なるが、学園祭実行委員会や学友会などが主催することが多い。

### 意義
基本的には、学園祭の催事、余興の一つではある。地域活性・振興を目的としているコンテストもある。「女子学生が社会とつながり自己実現を目指すためのツール」と表現した大手新聞社もある。

### 一連の流れや出場者の取組
その年の、春4～6月頃に出場者の募集を行い、夏7～9月頃にファイナリストの発表を行い、10～12月頃の学園祭シーズンにグランプリ発表を行うといった一連の流れがある。なお、各大学でのコンテスト後の時期である12～3月頃、各大学で選ばれたミス・キャンパスの中から、日本一のミス・キャンパスを決定する「Miss of Miss CAMPUS QUEEN CONTEST」（ミスオールキャンパス）が2003年より開催されている。
ファイナリストを発表することを「お披露目」と呼ぶことがあるが、お披露目以降、ファイナリストは大学や地域などの各種イベント参加や、学内外の各種メディアなどの取材・撮影への参加、本番日に向けてのウォーキングやスピーチのレッスンを行うなどする。大学によってはファイナリストの活動期間は約半年間に及ぶ。近年、活動期間中、SNSを開設し広報することも多く、広報活動の開始が早い大学の候補者はTwitterアカウントのフォロワー数が軒並み1,000～15,000程度になるなど、SNS上における影響力が高い。

### 審査
ウェブ投票や会場投票を通じて審査が行われることが多い。
ウェブ投票では、全国の方が選考に参加できることが多い。候補者のSNSを見て誰に投票するかを決めるというのも昨今の潮流としてあり、SNSを通じて候補者の内面も審査に影響するとの見方がある。
会場投票では、投票前にダンスや歌などの自己PRの披露があることも多く、それらが評価に影響することもある。また、テーマ発表が行われることもある。なお、ステージでのゲームやクイズなどで評価される大学もある。

### 大学別の動向
- 地域活性・振興

ミスキャンパス同志社は地域貢献活性・地域振興を掲げ発足、ミスあべの（大阪府立大学・大阪市立大学）も、両大の交流とともに、阿倍野の地域活性化を目的としている。ミス関大と吹田商店街のケースのように地域活性化につなげようとする動きも見られる。ミスキャンパス立命館とサッカーの京都サンガによるサンガキャンパス隊 などのように、地域のプロスポーツチームのPRを行うケースもある。
かなざわ学生フェス ミス&ミスターコンテスト、広島キャンパスコレクション、福島ミスキャンパスコンテスト、キタQミスキャン! などのように、地域内において大学の垣根を越えて、地域のメディアやイベントなどと連携をとりコンテストを開催するケースもある。静岡出身ミスキャンパスによる「さわやかGreen teaラボ」、熊本出身ミスキャンパスによる「よかモン熊本ラボ」、ミスキャンパスによる鹿児島・奄美の魅力を発信する「もぜ（鹿児島弁・かわいい）!かごんまラボ」 といった取り組みなどもある。

### レッスン・体験
お披露目から本番日までの間に、スピーチやウォーキングといった各種レッスンを行うコンテストも多い。他にも例えば、ミスキャンパス同志社は、セルフプロデュースレッスン、肌メイクレッスン、生け花体験、茶道体験、女性のキャリア・自己分析イベントなどを活動として行った事を、コンテスト公式Twitterで報告している。同様に、ミスキャンパス立命館は、人間力向上レッスン、スキンケアレッスンなどを報告している。
- ファッションショーによる代替

1990年代頃を中心に以降もジェンダー論的や女性の記号化に反対などの考え方もあり、ミスキャンパスを実施しない大学や、早稲田大学や明治大学のようにファッションショーによるイベントを行う大学も存在する。なお、昨今のミスコンテスト開催については、ジェンダー論や女性学の大学教授の中でも「女性が社会に出て、男性と対等にやっていけるという余裕の表れ。男性も容姿を問われる時代になったことも影響している」などとの見解もある。
- その他

なお、企業協賛の豪華さが報道されることがある が、航空会社による航空券の提供など有名企業の豪華賞品協賛は1970年代頃より存在している。また、グッドデザイン賞も受賞したCircle App など企業と大学生をつなぐプラットフォームの登場・増加などにもより、2013年頃より、ミスキャンパスに関わらず、企業による大学の学生団体・サークル・ゼミ・体育会等活動全般への協賛がそもそも増加潮流にある。

### 出場者の声
出場者のコンテスト応募動機は様々であり、将来や就職を考える上、自己成長や自己実現のため、今できることに挑戦したい、芸能界やアナウンサーへの憧れなどがある。
出場後の感想の声としては、社会とのかかわりが持てた、視野が広がった、自分磨きの機会になった、自分に自信が持てた、自己を見つめなおせた、美意識が向上した、周囲への感謝の気持ちが生まれた、人の温かさを知れた、人に支えられていることを知れた、新たな出会いがあった、いい経験になったなどが挙がる。

### 批判
ルッキズムに加担するものであるとして、大学の名において開催することを認めない大学が21世紀に入ってから現れ始めた（例：東京大学、法政大学）。上智大学では性別無関係に大学を象徴するに相応しい学生「ソフィアン」を選ぶコンテストに切り替えている。

また、京都大学のように協賛企業・スポンサーとの繋がりが問題となり中止になった例もある。

## 著名なミスキャンパス出身者

### 北海道・東北地区
『ミス東北福祉大学』
- 伊東幸子（2001年／青森放送アナウンサー）

『ミス秋田大学』
- 相内抄彩（2012年／元福井放送アナウンサー→山形放送アナウンサー）

『ミス弘大コンテスト』
- 千葉真由佳（2014年ファイナリスト／元NHK青森放送局契約キャスター→TBSスパークル、フリーアナウンサー）
- 木下遥（2015年／ドンクエンタープライズ、モデル・タレント）

『ミスキャンパスコンテストin福大』
- 幡谷明里（2015年／Miss of Miss Campus Queen Contest 2016ファイナリスト、福島テレビアナウンサー）

### 関東地区

#### 国公立大学
『ミス東大コンテスト』
- 山本舞衣子（2000年／元日テレアナウンサー→元ニチエンプロダクション→元アミューズ、フリーアナウンサー）
- 小正裕佳子（2003年／Miss of Miss Campus Queen Contest 2003グランプリ、元キャンパスパーク[2]→元NHKアナウンサー→元セント・フォース、獨協医科大学助教[27]、元フリーアナウンサー）
- 八田亜矢子（2004年／Miss of Miss Campus Queen Contest 2004準グランプリ、元キャンパスパーク、セント・フォース、タレント）
- 加藤友理（加藤ゆり）（2005年／Miss of Miss Campus Queen Contest 2005ファイナリスト、元Studio A.L.C→元ディスカバリー・ネクスト→元セント・フォース、元タレント・元女優）
- 宗京裕美子（2005年ファイナリスト／元ゴールドマンサックス証券社員）
- 三浦奈保子（2007年準ミス／インセント、タレント）
- 森千晶（2008年／元セント・フォース→元スプラウト）
- 池田麻衣子（2009年／元圭三プロダクション）
- 大井香（2010年準ミス／元CanCam専属スター読者モデル第1期生）
- 諸國沙代子（2011年／読売テレビアナウンサー）
- 林詩遥子（2012年準ミス／元スプラウト、元タレント）
- 澤田有也佳（2013年／元ワタナベエンターテインメント→ABCアナウンサー、元タレント）
- 大筋由里桂（2013年ファイナリスト／元まくびープロ、元キャスター）
- 後藤夢乃（2014年準ミス／元オスカープロモーション）
- 磯貝初奈（2015年準ミス／元スプラウト→元中京テレビアナウンサー→セント・フォース、フリーアナウンサー・気象予報士）
- 篠原梨菜（2016年／Miss of Miss Campus Queen Contest 2017楽天賞、元スプラウト→TBSアナウンサー）
- 南雲穂波（2016年準ミス／元プラチナムプロダクション→メ～テレアナウンサー、元タレント・CanCam it girl）
- 小田恵（2016年ファイナリスト／元キャンパスラボ）
- 堀菜保子（2016年ファイナリスト／元NHKアナウンサー→みずほリサーチ&テクノロジーズ社員）
- 松本有紗（2017年／元スプラウト→元ホリプロ、元タレント）
- 大野南香（2017準ミス／CAMPUS ROOM[5]、タレント）
- 谷山響（2017年ファイナリスト／CanCam it girl）
- サーカー壽梨（2019年ファイナリスト／キャンパスラボ）
- 神谷明采（2020年／Miss of Miss Campus Queen Contest 2021グランプリ、CanCam it girl、古舘プロジェクト）
- 岡田美里（2020年準ミス／スプラウト）
- 岡村仁美（2003年（五月祭で選ばれた新入生ミスで、正式な「ミス東大」ではない）／TBS社会部記者、元アナウンサー）

＊ミスコンは1997年（平成9年）から開催されている。2006年（平成18年）は中止により非開催。
『Miss YNU Contest』（横浜国立大学）
- 羽舞咲（1997年／プレステージ、モデル）
- 中込真理子（2003年／2003年ミスキャンパスナビグランプリ、元クリエートジャパンエージェンシー→元山梨放送アナウンサー→フリップアップ、フリーアナウンサー）
- 山田麗奈（2005年／元恋のから騒ぎ13期生→元北海道文化放送アナウンサー）
- 福田萌（2006年／Miss of Miss Campus Queen Contest 2006審査員特別賞、エキサイティング・トリガー、タレント）
- 中原理菜（2006年準ミス／テレビ熊本アナウンサー）
- 副島優子（2006年ファイナリスト／元福井テレビアナウンサー→元NHK千葉放送局契約キャスター）
- 楪望（2008年ファイナリスト／元広島ホームテレビアナウンサー→元テレビ大阪契約アナウンサー、フリーアナウンサー）
- 早川茉希（2009年／Miss of Miss Campus Queen Contest 2009ファイナリスト、元瀬戸内海放送アナウンサー→ジョイスタッフ、フリーアナウンサー）
- 山内可菜子（2009年ファイナリスト／元NHK高知放送局契約キャスター→あいテレビアナウンサー）
- 菅野愛（2010年／元NHK帯広放送局契約キャスター→元NHK札幌放送局契約キャスター）
- 江口菜津美（2011年準ミス／元NHK鹿児島放送局契約キャスター）
- 大山桃子（2012年ファイナリスト／元タンバリンアーティスツ、元モデル・タレント）
- 末岡志保美（2014年／Miss of Miss Campus Queen Contest 2015ファイナリスト、元キャンパスクイーン→スペースクラフト／武道家）
- 林莉世（2015年／元新潟放送アナウンサー→ホリプロ、フリーアナウンサー）
- 姫野佐和子（2015年ファイナリスト／Mama&Son、モデル）

『水コン』（お茶の水女子大学）
- 井上真理子（2014年ファイナリスト／元キャンパスクイーン）
- 清水きおい（2014年ファイナリスト／元キャンパスクイーン）
- 鴻野友紀（2016年ファイナリスト／元キャンパスクイーン）
- 日高優希（2017年／元キャンパスクイーン→テレビ新潟アナウンサー）
- 吉田弥（2017年ファイナリスト／キャンパスクイーン）
- 竹下梨帆（2018年／NHK岐阜放送局契約キャスター）
- 木村穂乃（2018年準ミス／NHKアナウンサー）
- 松本留奈（2019年／キャンパスラボ）
- 山本真央（2019年ファイナリスト／キャンパスクイーン）

『お茶パラ』（お茶の水女子大学）
- 中野萌花（2017年／キャンパスクイーン）
- 崎濱祥子（2017年ファイナリスト／キャンパスクイーン）

『ミスお茶の水女子大学』
- 水谷萌（2015年ファイナリスト／元キャンパスクイーン）

『Miss YCU contest』（横浜市立大学）
- 岩田明子（2009年／スリーライズ、モデル）
- 十文字浩美（2009年ファイナリスト／ティアラ・プロモーションズ）
- 萩本舞（2010年／トライアングル[6]、弓道家・モデル・タレント）
- 加藤永莉香（2012年準ミス／元テレビ東京社員→元NHK長野放送局契約キャスター）
- 栗本苑（2014年／Miss of Miss Campus Queen Contest 2015審査員特別賞、元キャンパスクイーン→元スペースクラフト→第一生命ホールディングス社員、元モデル・タレント）
- 田中千尋（2015年／山梨放送アナウンサー）
- デイビス美也那（2016年準ミス／Miss of Miss Campus Queen Contest 2017ファイナリスト、元キャンパスラボ）
- 勝川沙友里（2017年ファイナリスト／NHK岡山放送局契約キャスター）
- 土屋奈々（2019年準ミス／キャンパスラボ）

『ミス横浜市立大学医学部』
- 川村優希（2011年／セント・フォース・ゾーン、医師・タレント）

『THE BRIGHTEST AWARD』（東京都立大学）
- 久代萌美（2009年ファイナリスト／元フジテレビアナウンサー・社員→吉本興業、フリーアナウンサー）
- 瀬川綾香（瀬川あやか）（2011年準ミス／ベンヌ、歌手・看護師）
- 加藤なつ（2015年ファイナリスト／キャンパスクイーン）
- 大竹彩加（2016年準ミス／北海道放送アナウンサー）
- 今井藤子（2017年準ミス／日本放映プロ、タレント）
- 丸尾望実（2017年ファイナリスト／キャンパスクイーン）
- 堀葵衣（2017年／元キャンパスクイーン→元青森放送アナウンサー→静岡放送アナウンサー）
- 山田凜子（2018年／キャンパスクイーン）

『千葉大学Ms.Contest』
- 谷一歩（2011年準ミス／ホリエージェンシー、女優・タレント）
- 谷元星奈（2014年／Miss of Miss Campus Queen Contest 2015ファイナリスト、元スペースクラフト→カンテレアナウンサー、元non-noカワイイ選抜・タレント）
- 宮本麗美（2015年／テレビ岩手アナウンサー）
- 浅古あいり（2016年／Miss of Miss Campus Queen Contest 2017準グランプリ、キャンパスラボ、第6代はとバスイメージガール）
- 高野志帆（2017年／キャンパスクイーン）

『ミス埼大コンテスト』
- 松浦郁実（2013年準ミス／東京モデル事務所 OASIS AGENCY[7]、タレント・モデル）
- 杉田亜弥（2015年ファイナリスト／キャンパスクイーン、non-noカワイイ選抜）
- 小川琴美（2017年／キャンパスクイーン）
- 庭野ほのか（2019年ファイナリスト／札幌テレビアナウンサー）

『御茶ノ水祭ミスコンテスト』（東京医科歯科大学）
- 安藤加織（2015年準ミス／元キャンパスラボ）
- 井澤萌莉（2017年準ミス／Miss of Miss Campus Queen Contest 2018ファイナリスト、CanCam it girl）
- 仲村美乃里（2017年ミス／Miss of Miss Campus Queen Contest 2018ファイナリスト、医師）
- 三石咲希奈（2017年準ミス）
- 藤川真巳（2018年ミス）
- 井上佳奈（2018年準ミス）
- 中島紀美夏 レイチェル（2018年準ミス）

『ミス東工大』
- 山崎丹奈（2009年／元アイリンク、女優）
- 網野ひかり（2017年ファイナリスト／キャンパスクイーン）

『ミス峰ヶ丘コンテスト』（宇都宮大学）
- 宍戸彩乃（2016年準ミス／Miss of Miss Campus Queen Contest 2017ファイナリスト、書道家・タレント）
- 佐藤愛純（2016年ファイナリスト／秋田テレビアナウンサー）

『群馬大学ミスコンテスト』
- 佐藤美樹（2010年ファイナリスト／元ウェザーニューズ第10期お天気キャスター→元NHK前橋放送局契約キャスター→ジョイスタッフ、フリーアナウンサー）

『茨城大学ミスコンテスト』
- 金田優香（2011年／元NHK津放送局契約キャスター→元NHK水戸放送局契約キャスター）

『TSUKUBA COLLECTION』（筑波大学）
- 菅原智郁（2015年／山形テレビアナウンサー）

#### 私立大学
『ミス慶應コンテスト』

- 田代優美（準ミス／元ニッポン放送・フジテレビアナウンサー→東京フィルム・メート、気象予報士・フリーアナウンサー）
- 中井亜希（元NHKアナウンサー→元TBS専属契約→セント・フォース、フリーアナウンサー）
- 小川知子（1991年／TBSアナウンサー）
- 與芝由三栄（1995年／NHKアナウンサー）
- 小野寺麻衣（1995年ファイナリスト／元日本テレビアナウンサー、高橋由伸の妻）
- 末吉里花（1996年／元セント・フォース、タレント）
- 山田玲奈（1997年／Miss of Miss Campus Queen Contest 97グランプリ、セント・フォース、気象予報士・タレント）
- 中野美奈子（1999年／Miss of Miss Campus Queen Contest 99ファイナリスト、元フジテレビアナウンサー→フォニックス、フリーアナウンサー）
- 鈴江奈々（2000年／日テレアナウンサー）
- 青木裕子（2001年／元TBSアナウンサー→レプロエンタテインメント、フリーアナウンサー、矢部浩之の妻）
- 秋元優里（2002年ファイナリスト／フジテレビ社員、元アナウンサー）
- 小林夏子（永夏子）（2003年ファイナリスト／元LDH→元BABEL LABEL→Office GENE、女優・心理カウンセラー）
- 秋元玲奈（2004年ファイナリスト／テレビ東京アナウンサー）
- 竹内由恵（2006年[28]／元キャンパスパーク→元テレビ朝日アナウンサー→アミューズ、フリーアナウンサー）
- 本山華子（葉那子）（2008年／元キャンパスパーク→元A-PLUS、元タレント）
- 細貝沙羅（2008年ファイナリスト／フジテレビ社員、元アナウンサー）
- 徳重杏奈（2009年ファイナリスト／元名古屋テレビ放送アナウンサー）
- 浅賀優美（2010年／元スプラウト→元セント・フォース、元タレント・キャスター）
- 蜂谷由梨奈（2011年ファイナリスト／宮城テレビ放送アナウンサー）
- 小澤陽子（2012年／フジテレビアナウンサー）
- 桝田沙也香（2012年ファイナリスト／元ハーモニープロモーション→テレビ朝日アナウンサー）
- 宇内梨沙（2013年／TBSアナウンサー）
- 小笠原舞子（2013年ファイナリスト／元札幌テレビアナウンサー、フリーアナウンサー）
- 角谷暁子（2014年／元スプラウト→テレビ東京アナウンサー）
- 茂手木葉奈（2014年準ミス／元スプラウト）
- 西村萌（結城モエ）（2014年ファイナリスト／元キャンパスクイーン→スペースクラフト、女優）
- 千須和侑里子（2015年ファイナリスト／北海道文化放送アナウンサー）
- 中川安奈（2015年ファイナリスト／元NHKアナウンサー→ホリプロ、フリーアナウンサー）
- 岩田絵里奈（2016年ファイナリスト／日本テレビアナウンサー）
- 高橋茉莉（2016年ファイナリスト／元スプラウト→元プラチナムプロダクション、フリーアナウンサー）
- 渡邊渚（2016年ファイナリスト／元生島企画室→元フジテレビアナウンサー、フリーアナウンサー）

※『ミス慶應コンテスト』は運営団体の度重なる不祥事（2010年の集団公然わいせつ、及び2016年の慶大広告学研究会レイプ事件） により大学当局より解散を命じられたため、2017年以降は大学非公認の有志団体が運営を行っている。そのため学園祭（三田祭）の出場は原則として不可能である。2010年の名称は『Beauty and Earth』、2017年の名称は『ミスKJコンテスト』。2019年は二つの団体がエントリーを行ったが、片方は一部報道により中止となった。
- 岩﨑果歩（2017年／NHKアナウンサー）
- 齊藤初音（2017年準ミス／CBCテレビアナウンサー）
- 小田安珠（2018年／元スプラウト／元青森放送アナウンサー）
- 白木愛奈（2018年準ミス／元スプラウト→静岡朝日テレビアナウンサー）
- 兼子真衣（2018年ファイナリスト／札幌テレビアナウンサー）
- 村中暖奈（2019年／女優）

『ミス慶應SFCコンテスト』
- 岡村いずみ（2009年／No.9、女優）
- 小野寺結衣（2010年準ミス／元スプラウト→セント・フォース、タレント・キャスター）
- 金井憧れ（2011年／元北海道放送アナウンサー→TBSスパークル、フリーアナウンサー）
- 千葉佳織（2013年／ディー・エヌ・エー→株式会社カエカ経営、米重克洋夫人）
- 宮﨑玲衣（2015年準ミス／静岡朝日テレビアナウンサー）
- 岡部楓子（2015年ファイナリスト／山陰中央テレビジョン放送アナウンサー）
- 石橋里紗（2015年ファイナリスト／元新潟テレビ21アナウンサー）
- 野村彩也子（2018年／TBSアナウンサー）
- 牧村一穂（2018年準ミス／元キャンパスクイーン→元圭三プロダクション→K-mixアナウンサー、元モデル・タレント）
- 中原みなみ（2020年準ミス／テレビ東京アナウンサー）

『ミス慶應理工コンテスト』
- 寺川奈津美（2004年（初代）／元ウイング→オールラウンド、気象予報士）
- 三上萌々（2017年ファイナリスト／テレビ高知アナウンサー）

『ミス慶應薬学部』
- 福井セリナ（2015年準ミス／生島企画室、タレント・キャスター）

『ミス早稲田』・『早稲田コレクション』
- 高妻由美（準ミス／元テレビ岩手）
- 志岐幸子（1993年／元ミス・ユニバース日本代表、元キャスター）
- 藤田真奈美（1998年特別賞／元TBSスパークル→生島企画室、フリーアナウンサー）
- 森本智子（1998年ファイナリスト／元テレビ東京アナウンサー→Wellness Me代表・セント・フォース、実業家・フリーアナウンサー）
- 村井美樹（2002年／元夏木プロダクション→ラッシュアップ、女優）
- 宮崎宣子（コンテスト出場／元日本テレビアナウンサー→プロダクション尾木、フリーアナウンサー）
- 國本未華（2007年ファイナリスト／ウェザーマップ、気象予報士、お天気キャスター）
- ヒロド歩美（2010年ファイナリスト／元朝日放送テレビアナウンサー→フリーアナウンサー）
- 宮司愛海（2011年／フジテレビアナウンサー）
- 岡副麻希（2011年ファイナリスト／元スプラウト→セント・フォース、フリーアナウンサー）
- 井澤愛巴（2012年コンテスト出場／山形テレビアナウンサー → フリーアナウンサー）
- 中根夕希（2012年コンテスト出場／中国放送アナウンサー）
- 石川みなみ（2017年コンテスト出場／元スプラウト→日本テレビアナウンサー）
- 伊藤楓（2017年コンテスト出場／元中京テレビアナウンサー→フリーアナウンサー）
- 佐藤ちひろ（2018年コンテスト出場／テレビ朝日アナウンサー）
- 渡邉結衣（2019年コンテスト出場／日本テレビアナウンサー）
- 足立夏保（2020年コンテスト出場／読売テレビアナウンサー）

『ミスソフィアコンテスト』（上智大学）
- 米森麻美（元日テレアナウンサー）
- 河野景子（1984年／元フジテレビアナウンサー、貴乃花光司の元妻）
- 西山喜久恵（1990年／フジテレビアナウンサー）
- 久保恵子（1992年／元サンミュージック→圭三プロダクション、タレント・女優・薬剤師）
- 栗原由佳（1994年／セント・フォース、フリーアナウンサー、岡島秀樹の妻）
- 豊田綾乃（1995年準ミス／TBSアナウンサー）
- 大橋未歩（1999年／元テレビ東京アナウンサー→プントリネア、フリーアナウンサー）
- 荒麻衣子（2001年／元オスカープロモーション、元フリーアナウンサー）
- 杉浦友紀（2003年／Miss of Miss Campus Queen Contest 2003準グランプリ、NHKアナウンサー）
- 白崎あゆみ（2003年準ミス／恋のから騒ぎ12期生→アビームコンサルティング→北陸放送アナウンサー→ビジネスエグゼクティブコーチング及び企業研修自営）
- 出水麻衣（2003年コンテスト出場／ミスキャンパスナビ2003審査員特別賞、元キャンパスパーク→TBSアナウンサー）
- 片山千恵子（2004年／Miss of Miss Campus Queen Contest 2004ファイナリスト、NHKアナウンサー）
- 坪山奏子（2004年Campus Navi賞／元山陰放送アナウンサー→広島ホームテレビアナウンサー、元フリーアナウンサー・ローカルタレント、天谷宗一郎の妻）
- 武藤茉里奈（2005年／元セント・フォース）
- 飯島由香理（2005年準ミス／元セント・フォース）
- 長野美郷（2006年[32]／Miss of Miss Campus Queen Contest 2006 RITZ賞、元キャンパスパーク→セント・フォース、フリーアナウンサー）
- 田代友里恵（2006年ファイナリスト／元ファッションモデル→実業家）
- 北脇可奈子（2006年ファイナリスト／オフィスキイワード、フリーアナウンサー・パーソナルスタイリスト）
- 宮崎麗香（2007年準ミス／元タレント→実業家）
- 安齋敦子（2007年ファイナリスト／元NHK山形放送局契約キャスター→元テレビユー福島契約アナウンサー）
- 古谷有美（2008年／Miss of Miss Campus Queen Contest 2008マイクロソフト賞、TBSアナウンサー）
- 早川真理恵（2009年／Miss of Miss Campus Queen Contest 2009ファイナリスト、元ヤザ・パパ→ホリプロ、タレント）
- 石井しおり（2009年ファイナリスト／元九州朝日放送アナウンサー→元北海道文化放送アナウンサー→シグマ・セブンe、フリーアナウンサー）
- 高橋明日香（2010年準ミス／元セント・フォース→元スプラウト）
- 内田嶺衣奈（2011年／元イトーカンパニー→フジテレビアナウンサー）
- 森山るり（2011年ファイナリスト／元セント・フォース→元テイクオフ→A-PLUS、タレント・キャスター）
- 鳥部万里子（2012年／IAMエージェンシー、声優）
- 細野皐月（2012年準ミス／元スプラウト）
- 太田理恵（2013年ファイナリスト／アイリンク、女優・モデル）
- 澤田園子（2014年準ミス／ABP inc.、モデル）
- 森重有里彩（2014年ファイナリスト／北陸朝日放送アナウンサー）
- 岡部茉佑（2015年ファイナリスト／元キャスタークリエイト・ジャパン、元キャスター）
- 天野一菜（2016年／CanCam it girl）
- 田中陽南（2016年準ミス／TOKYO MXアナウンサー兼記者）
- 内田侑希（2017年／ウェザーニューズ所属、ウェザーニュースLiVE 気象キャスター）
- 濵松里緒菜（2017年ファイナリスト／元AKB48 Team8徳島県代表メンバー→CanCam it girl）
- 當金ゆきの（2017年ファイナリスト／Ray専属読者モデル・プリ❤クラ）
- 佐久間みなみ（2018年／元生島企画室→フジテレビアナウンサー、元モデル）
- 佐々木舞音（2018年準ミス／Miss of Miss Campus Queen Contest 2019DHC賞、元CanCam it girl→TBSアナウンサー）
- 高森史子（2018年ファイナリスト／キャンパスクイーン）
- 西辻未侑（2019年ファイナリスト／スプラウト）

2020年より大学の象徴に相応しい学生を性別無関係に選ぶ「ソフィアンズコンテスト」に切り替え。
- 三好百花（2020年準ミス／スプラウト）

『ミス学習院コンテスト』
- 神田愛花（2000年準ミス／元NHKアナウンサー→セント・フォース、フリーアナウンサー、日村勇紀の妻）
- 堀田ゆい夏（2003年ファイナリスト／元シャイニングウィル→松竹芸能、タレント）
- 掛貝梨紗 （2004年準ミス／セントラル子供タレント・元子役→元キャンパスパーク、元セント・フォース、元フリーアナウンサー・タレント）
- 吉田早織（2006年ファイナリスト／元ルージュ、元モデル）
- 豊田麻子（2006年ファイナリスト／タレント・モデル）
- 泉水はる佳（2008年ファイナリスト／元日本テレビイベントコンパニオン24期生→元中国放送アナウンサー→ニチエンプロダクション、千葉テレビ契約アナウンサー）
- 海藤由理（2009年準ミス／元スプラウト）
- 宮崎寿々佳（2010年ファイナリスト／ポップ・プランニング[8]、マルチタレント）
- 阿部優貴子（2011年／Miss of Miss Campus Queen Contest 2011ファイナリスト、元スプラウト→元CBCテレビアナウンサー→セント・フォース、フリーアナウンサー）
- 小池花瑠奈（松宮なつ）（2012年／Miss of Miss Campus Queen Contest 2012ファイナリスト、元ワタナベエンターテインメント→松竹エンタテインメント、タレント）
- 島谷菜月（2013年ファイナリスト／JJ読者モデル）
- 西出早織（2014年／Miss of Miss Campus Queen Contest 2015ファイナリスト、VOCEST!）
- 海老原優香（2015年／Miss of Miss Campus Queen Contest 2016準グランプリ・ミス・インターナショナル賞、フジテレビアナウンサー）
- 大崎佑実（2015年ファイナリスト／丸紅社員、CanCam it girl）
- 朝倉佳奈子（結城るみな）（2016年／元オフィス彩[9]→Wish、元女優・ダンサー・モデル→AV女優）
- 米山珠央（2017年準ミス／CanCam it girl、元スプラウト）
- 村松円香（2019年ファイナリスト／キャンパスクイーン）

『ミスミスター青山コンテスト』
- 村上知奈美（1993年／元セント・フォース、元フリーアナウンサー）
- 小林由美恵（1995年／トヨタオフィス）
- 梅津弥英子（1996年／元セント・フォース→フジテレビアナウンサー）
- 滝川クリステル（1996年準ミス／元共同テレビアナウンサー→フォニックス、フリーアナウンサー）
- 市川寛子（1999年／テレビ朝日社員、元アナウンサー）
- 森麻季（2000年／元日テレアナウンサー→テンカラット、澤村拓一の元妻、フリーアナウンサー）
- 三浦茉莉（2001年ファイナリスト／元キャンパスパーク→元東海テレビアナウンサー→元セント・フォース、元フリーアナウンサー）
- 小川友佳（2004年／元キャンパスパーク、元セント・フォース）
- 岩崎彩香（2006年／元キャンパスパーク、読者モデル）
- 江藤愛（2006年準ミス／TBSアナウンサー）
- 谷村奈南（2006年審査員特別賞／元ライジングプロダクション、歌手・グラビアアイドル）
- 田中みな実（2007年準ミス／元キャンパスパーク→元TBSアナウンサー→元テイクオフ→フラーム、フリーアナウンサー・女優）
- 久冨慶子（2008年／Miss of Miss Campus Queen Contest 2008ファイナリスト、テレビ朝日アナウンサー）
- 大槻典子（2008年ファイナリスト／オスカープロモーション、タレント）
- 平林玲美（2008年ファイナリスト／生島企画室、フリーアナウンサー・レポーター）
- 新井恵理那（2009年／セント・フォース、フリーアナウンサー）
- 本仮屋リイナ（2009年ファイナリスト／元東海テレビアナウンサー→アミューズ、フリーアナウンサー）
- 小林真由（2010年ファイナリスト／ヴィズミック、モデル・タレント）
- 玉木碧（2011年ファイナリスト／元スプラウト→セント・フォース、フリーアナウンサー）
- 鈴木沙耶（2013年／Miss of Miss Campus Queen Contest 2013審査員特別賞、元スプラウト）
- 中山柚希（2013年準ミス／凸版印刷社員、キャンパスラボ代表兼プロデューサー）
- 本谷育美（2013年ファイナリスト／テレビ静岡アナウンサー）
- 安倍萌生（2014年／テンカラット、モデル・タレント）
- 日比麻音子（2014年準ミス／元スプラウト→TBSアナウンサー）
- 山本里菜（2014年ファイナリスト／元スプラウト→TBSアナウンサー）
- 山賀琴子（2015年／Miss of Miss Campus Queen Contest 2016グランプリ・JJ賞・モデルプレス賞、元研音→COTOCOTO[10]代表、元女優→YouTuber）
- 井上清華（2015年ファイナリスト／元スプラウト→フジテレビアナウンサー）
- 中村麻美（2015年ファイナリスト／元CanCam it girl→ 丸紅社員→ CACHEC[12]ブランドディレクター）
- 冨田麻実（2015年ファイナリスト／ 丸紅社員）
- 西口真央（2015年ファイナリスト／元広島テレビアナウンサー）
- 福田成美（2016年／Miss of Miss Campus Queen Contest 2017ファイナリスト、元スプラウト→元セント・フォース、元フリーアナウンサー）
- 平田佳奈（2016年準ミス／元キャンパスラボ→エイミー[13]、OL・with girlsレギュラーメンバー）
- 熊原吏佳子（2016年ファイナリスト／スプラウト）
- 金子涼香（2016年ファイナリスト／元キャンパスラボ）
- 秋山知宥（2016年ファイナリスト／元ホリプロ）
- 今井美桜（2017年／CanCam it girl、元スプラウト→セント・フォース、フリーアナウンサー・モデル・タレント）
- 井口綾子（2017年準ミス／元CAMPUS ROOM→レプロエンタテインメント、元Ray専属読者モデル・プリ❤クラ→女優・タレント・グラビアアイドル）
- 遠野愛（2017年ファイナリスト／元Ray専属読者モデル・プリ❤クラ→福岡放送アナウンサー）
- 田本詩織（2018年／Miss of Miss Campus Queen Contest 2019モデルプレス賞、元スターダストプロモーション、元タレント）
- 末吉瞳（2018年準ミス／CanCam it girl）
- 齊藤紫帆（2018年ファイナリスト／スプラウト）
- ヴァッツ美良（2018年ファイナリスト／グラムモデルマネージメント[14]、モデル）
- 田﨑さくら（2019年／元スプラウト→セント・フォース、フリーアナウンサー）
- 小室瑛莉子（2019年準ミス／フジテレビアナウンサー）
- 斎藤希実子（2019年ファイナリスト／NHKアナウンサー）
- 新田さちか（2020年準ミス／ホリプロ）
- 依田奈波（2020年ファイナリスト／スプラウト）
- 吉國唯（2021年ファイナリスト／スプラウト）

『ミス立教コンテスト』
- 野際陽子（元ラヴァンス、元NHKアナウンサー→女優）
- 豊田順子（1987年／日テレアナウンサー）
- 森若佐紀子（読売テレビアナウンサー）
- 鴨居真理子（1989年／西日本放送アナウンサー）
- 大橋美奈子（Fayray）（1995年／よしもとクリエイティブ・エージェンシー、シンガーソングライター）
- 青木まな（1997年／CBCテレビ社員、元アナウンサー）
- 山本志織（1998年準ミス／ライフビジネスウェザー、気象予報士）
- 戸部洋子（1999年／Miss of Miss Campus Queen Contest 99準グランプリ、フジテレビアナウンサー）
- 本田朋子（2002年／元キャンパスパーク、元セント・フォース→元フジテレビアナウンサー→フォニックス、フリーアナウンサー）
- 久保田直子（2002年準ミス／元キャンパスパーク→テレビ朝日アナウンサー）
- 相内優香（2004年準ミス／元キャンパスパーク、元セント・フォース→テレビ東京アナウンサー）
- 竹村優香（2004年ファイナリスト／元キャンパスパーク→元テレビ金沢アナウンサー→セント・フォース、フリーアナウンサー）
- 秋田真琴（2005年／Miss of Miss Campus Queen Contest 2005グランプリ、元フラーム、女優）
- 伊藤友里（2006年ファイナリスト／セント・フォース、フリーアナウンサー）
- 有賀怜子（arlie）（2006年ファイナリスト／歌手・DJ）
- 水谷幸恵（2007年／Miss of Miss Campus Queen Contest 2007ファイナリスト、元ワンエイトプロモーション、元女優）
- 川部絢子（2007年ファイナリスト／元テレビ岩手アナウンサー）
- 高見侑里（2008年／Miss of Miss Campus Queen Contest 2008グランプリ、セント・フォース、フリーアナウンサー）
- 水野佐彩（2009年準ミス／シュガープラス[15]、歌手・モデル）
- 伊藤弘美（2010年／Miss of Miss Campus Queen Contest 2010グランプリ、元テレビ静岡アナウンサー→セント・フォース、フリーアナウンサー）
- 井柳佳代子（2010年準ミス／元モデル）
- 小山愛理（2010年ファイナリスト／元先駆舎大阪→元セント・フォース→元スプラウト→ホリプロ、タレント・キャスター）
- 長澤芽美（奈々澤メイミ）（2011年／Miss of Miss Campus Queen Contest 2011準グランプリ、2012年ミス日本ファイナリスト、ウイントアーツ、モデル）
- 曽田麻衣子（2011年ファイナリスト／セント・フォース、フリーアナウンサー）
- 堀田茜（2012年準ミス／元オスカープロモーション→トップコート、モデル・女優・タレント）
- 内田有紗（2013年準ミス／元スプラウト→元テレビ信州アナウンサー→元セント・フォース、元フリーアナウンサー）
- 伊東楓（2013年ファイナリスト／元TBSアナウンサー→著作家）
- 結城香織（2014年ファイナリスト／元スプラウト→セント・フォース、フリーアナウンサー）
- 良原安美（2015年／元スプラウト→TBSアナウンサー）
- 浜﨑日香里（2015年ファイナリスト／テレビ西日本アナウンサー）
- 楫真梨子（2016年／Miss of Miss Campus Queen Contest 2017審査員特別賞・アナトレ賞、CanCam it girl、元スプラウト）
- 中山日南子（2016年準ミス／元スプラウト）
- 佐橋嬉香（2016年ファイナリスト／福井テレビアナウンサー）
- 加藤由佳（2016年ファイナリスト／元non-noカワイイ選抜→サイバーエージェント社員）
- 古澤里佳（2017年／キャンパスクイーン）
- 高木由梨奈（2018年／元スプラウト→セント・フォース、フリーアナウンサー）
- 本田依里佳（2018年ファイナリスト／キャンパスクイーン）
- 岡田いつ美（2018年ファイナリスト／スプラウト）
- 西村香也子（2019年／2020年ミス日本ファイナリスト、スプラウト）
- 山口清香（2020年／スプラウト）

『Miss Chuo Contest』（中央大学）
- 原渕由布奈（元キャンパスパーク→福井テレビアナウンサー）
- 高田衿奈（2009年／ケイエムシネマ企画、女優）
- 田原彩香（2009年ファイナリスト／フリップアップ、タレント・女優）
- 冨張愛（2011年／元モデル→元サイバーエージェント社員）
- 梅村妃奈子（2011年ファイナリスト／プラチナムピクセル、SILENT SIREN元メンバー・ドラム担当）
- 西澤由夏（2013年／Miss of Miss Campus Queen Contest 2013ファイナリスト、元キャンパスラボ、元キャンパスクイーン→元サイバーエージェント社員→AbemaTVアナウンサー、元モデル・タレント）
- 色紙悠（2014年準ミス／元スプラウト）
- 河西歩果（2015年ファイナリスト／元スプラウト→元セント・フォース、タレント・リポーター・フィギュアスケーター・フィギュアスケートインストラクター）
- 深澤朝香（2015年ファイナリスト／山口放送アナウンサー）
- 橋本佳奈（2016年準ミス／元キャンパスクイーン、キャンパスラボ、元アイドルネッサンス→元モデル・タレント）
- 松井りな（2016年ファイナリスト／元キャンパスクイーン）
- 舟澤茜音（2016年ファイナリスト／スペースクラフト、モデル・タレント）
- 鈴木康代（2017年／Miss of Miss Campus Queen Contest 2018ファイナリスト、キャンパスラボ、CanCam it girl）
- 松井まり（2017年ファイナリスト／キャンパスクイーン、カレッジ・コスモス、アイドル）
- 中塚美緒（2018年／元スプラウト→岡山放送アナウンサー、元CanCam it girl）
- 中道詩織（2018年準ミス／元スプラウト→福井テレビアナウンサー）
- 橋本紗奈（2018年ファイナリスト／元ウェスタ→元キャンパスクイーン→UUUM社員、元BLESS→元カレッジ・コスモス→YouTuber）
- 尾形杏奈（2020年グランプリ／スプラウト）
- 熊崎結萌（2020年／ファイナリスト、テレビユー福島アナウンサー）

『ミス法政』
- 鷲尾春果（2007年／Miss of Miss Campus Queen Contest 2007グランプリ／元キャンパスパーク、セント・フォース、元Ray専属読者モデルプリ❤クラ→キャスター、タレント）
- 白石小百合（2008年準ミス／元テレビ東京アナウンサー→実業家・フリーアナウンサー）

『ミス成蹊コンテスト』
- 用稲千春（元東日本放送アナウンサー→元セント・フォース、元フリーアナウンサー、二岡智宏の妻）
- 高島彩（準ミス／元フジテレビアナウンサー→フォニックス、フリーアナウンサー）
- 宮瀬茉祐子（2001年／元キャンパスパーク→元フジテレビアナウンサー→オスカープロモーション、フリーアナウンサー）
- 藤島昌子（2002年／Miss of Miss Campus Queen Contest 2003グランプリ、元北海道文化放送アナウンサー）
- 高橋万里恵（2003年ファイナリスト／元TBSスパークル→セント・フォース、フリーアナウンサー）
- 関清香（2004年／GLOVE[16]、モデル）
- 高田昌美（2004年準ミス／元セント・フォース）
- 見学奈緒（2005年／Miss of Miss Campus Queen Contest 2005ファイナリスト、元エルフォーグ、元ファッションモデル・タレント・リポーター）
- 村上萌（2007年／株式会社Garten代表取締役、ライフスタイルプロデューサー）
- 高梨麻衣（2009年ファイナリスト／プラチナムプロダクション、タレント）
- 畑下由佳（2010年／Miss of Miss Campus Queen Contest 2010審査員特別賞、日テレアナウンサー）
- 色紙千尋（2011年／Miss of Miss Campus Queen Contest 2011ファイナリスト、元スプラウト→セント・フォース、フリーアナウンサー）
- 畑山弥保（2011年準ミス／元NHK沖縄放送局契約キャスター→元福島中央テレビ契約アナウンサー）
- ピカードプリシラ彩華（プリシラ彩華）（2012年／元スプラウト→セント・フォース、フリーアナウンサー）
- 森夏美（2012年準ミス／東海テレビアナウンサー）
- 土谷梓（2013年／元キャンパスラボ→サイトビジット[17]社員、元タレント）
- 岡田彩花（2014年／Miss of Miss Campus Queen Contest 2015アナトレ賞、元キャンパスクイーン→元スペースクラフト→シグマ・セブンフェイス、モデル・タレント）
- 神田亜衣子（2014年準ミス／元スプラウト）
- 並木万里菜（2015年／Miss of Miss Campus Queen Contest 2016DHC賞、テレビ朝日アナウンサー）
- 松本真映（2015年準ミス／オフィスミラノ[18]）
- 渡辺瑠海（2016年準ミス／元スプラウト→テレビ朝日アナウンサー）
- 弦間彩華（2017年／Miss of Miss Campus Queen Contest 2018ファイナリスト、元スペースクラフト→元スプラウト→IBC岩手放送アナウンサー→テレビ静岡）
- 登坂明子（2018年／Miss of Miss Campus Queen Contest 2019ファイナリスト、CAMPUS ROOM、Ray専属読者モデル・プリ❤クラ）
- 早坂奈都（2018年準ミス／Miss of Miss Campus Queen Contest 2019ファイナリスト、CanCam it girl）
- 久保結（2018年ファイナリスト／テレビ金沢アナウンサー）
- 宮尾玲衣（2019年準ミス／スプラウト）
- 塩田空礼（2019年ファイナリスト／キャンパスラボ）
- 生形由佳（2020年／元スプラウト）
- 田辺萌夏（2021年／スプラウト）

『Miss Seijo Campus Contest』（成城大学）

- 永井美奈子（元日本テレビアナウンサー→サンオブサン、フリーアナウンサー）
- 水原恵理（1997年準ミス／テレビ東京アナウンサー）
- 中村和枝（元秋田テレビアナウンサー）
- 上野ゆい（元セント・フォース）
- 吉田明世（2007年／元TBSアナウンサー→アミューズ、フリーアナウンサー）
- 神尾美沙（2008年ファイナリスト／ECP、元Ray専属読者モデル・プリ❤クラ、タレント）
- 加藤瑠美（2009年準ミス／元レプロエンタテインメント→シュガープラス、元モデル・タレント）
- ハードキャッスルエリザベス（2011年／元Sugar&Spice→元山梨放送アナウンサー→セント・フォース、元子役・モデル→フリーアナウンサー）
- 中島妙子（2011年ファイナリスト／ジェイ・クリップ、元子役→女優）
- 小川紘実（かえひろみ）（2012年／サンミュージックプロダクション、タレント・女優）
- 中野瑞希（2014年準ミス／元スプラウト→セント・フォース、フリーアナウンサー）
- 都地真穂（2014年ファイナリスト／CanCam it girl）
- 高里絵理奈（2015年／Miss of Miss Campus Queen Contest 2016ファイナリスト、テレビ静岡アナウンサー）
- 佐藤みなみ（2015年準ミス／CanCam it girl）
- 松藤裕里佳（2015年ファイナリスト／元non-noカワイイ選抜）
- 小山瑶（2016年／Miss of Miss Campus Queen Contest 2017ファイナリスト、元テレビユー山形アナウンサー）
- 田中瞳（2016年準ミス／元スプラウト→テレビ東京アナウンサー）
- 田村里奈（田村りな）（2017準ミス／CAMPUS ROOM、タレント）
- 安藤冴（2017年ファイナリスト／圭三プロダクション、タレント）
- 藤原美歩（2018年ファイナリスト／キャンパスラボ）
- 太田紅葉（2018年ファイナリスト／元生島企画室→元静岡第一テレビアナウンサー、元タレント）
- 浦沢凜花（2019年ファイナリスト／スプラウト）
- 松澤亜海（2022年準ミス／テレビ東京アナウンサー）

『ミス明治学院コンテスト』
- 中嶋美和子（1994年／元大分朝日放送アナウンサー→元TAP、フリーアナウンサー・タレント）
- 上倉万奈（2004年ファイナリスト／神南[19]、モデル・タレント）
- 露木麻土香（2007年準ミス、ラジオパーソナリティ）
- 小木曽希久子（2012年ファイナリスト／元TiaraGirlオフィシャルモデル→JJ読者モデル）
- 佐野伶莉（2014年／Miss of Miss Campus Queen Contest 2015ファイナリスト、静岡朝日テレビアナウンサー）
- 関根苑子（2014年準ミス／元Ray専属読者モデル・プリ❤クラ→元NHK新潟放送局契約キャスター→新潟放送アナウンサー）
- 増澤璃凜子（2014年ファイナリスト／元ディスカバリー・ネクスト→プラチナムプロダクション、モデル・タレント）
- 長谷川萌花（2014年ファイナリスト／元キャンパスクイーン→kaamos from tokyo、シンガーソングライター）
- 清水美優（2015年／ベンヌ、元non-noカワイイ選抜、タレント）
- 天野なな実（2015年ファイナリスト／元キャンパスクイーン→元チューリップテレビアナウンサー→テレビ愛知アナウンサー）
- 日下怜奈（2016年準ミス／北海道放送アナウンサー）
- 古市玲奈（2017年準ミス／Miss of Miss Campus Queen Contest 2018ファイナリスト、キャンパスクイーン、Ray専属読者モデル・プリ❤クラ）
- 松元環季（2017年ファイナリスト／元テアトルアカデミー→元ATプロダクション、元子役・歌手）
- 石森香花（2017年ファイナリスト／キャンパスクイーン）
- 藤田みりあ（2018年／元フェアリーズメンバー、CanCam it girl）
- 深澤るい（2018年ファイナリスト／キャンパスクイーン）
- 松田絵里沙（2018年ファイナリスト／キャンパスクイーン）
- 木脇みなみ（2019年ファイナリスト／キャンパスラボ）

『Miss Dokkyo Contest』（獨協大学）
- 三原千明（2003年準ミス／元NHK金沢放送局契約キャスター）
- 室照美（2004年／元北陸放送アナウンサー→元文化放送アナウンサー→トークナビ、フリーアナウンサー）
- 鈴木茉由（2014年準ミス／元キャンパスクイーン）
- 井上綾夏（2015年／Miss of Miss Campus Queen Contest 2016ファイナリスト、元キャンパスクイーン→元新潟総合テレビアナウンサー→ホリプロ、フリーアナウンサー）
- 庄司志央里（2015年ファイナリスト／スペースクラフト、タレント）

『國學院大學 Miss Contest』
- 横地尚子（2011年／元TiaraGirlオフィシャルモデル、女優、モデル）
- 川村舞（2012年準ミス／元キャンパスラボ）
- 石津春花（2013年／Miss of Miss Campus Queen Contest 2013ファイナリスト、元TiaraGirlオフィシャルモデル）
- 荒木未歩（2013年ファイナリスト／ミナクル・カンパニー[21]、女優）
- 野地優奈（2014年ファイナリスト／元キャンパスクイーン→OL）
- 末金柚奈（2015年準ミス／元キャンパスラボ）
- 雨宮七紀（2016年／Miss of Miss Campus Queen Contest 2017Heather賞、元キャンパスラボ）
- 辛島千咲（2016年ファイナリスト／キャンパスラボ、non-noカワイイ選抜）
- 西脇梨紗（2017年／Miss of Miss Campus Queen Contest 2018DHC賞、スペースクラフト、モデル）
- 林愛莉（2017年ファイナリスト／キャンパスラボ、non-noカワイイ選抜）
- 細沼紗花（2018年／Miss of Miss Campus Queen Contest 2019ファイナリスト、キャンパスクイーン）
- 菅真鈴（2018年ファイナリスト／Miss of Miss Campus Queen Contest 2019ファイナリスト、キャンパスクイーン、元PEACEFUL→カレッジ・コスモス、アイドル）
- 柴崎汐理（2018年ファイナリスト／キャンパスラボ）
- 山本里咲（2019年／元スプラウト→日本テレビアナウンサー）
- 山﨑愛麻（2020年／スプラウト）

『Phoenix Contest』（日大法学部）
- 吉田紗也加（2010年準ミス／4C[22]、女優）
- 太田葉子（2011年／ミシェルエンターテインメント[23]、モデル・ダイエットアドバイザー）
- 菅沼美帆（2011年準ミス／元スターダストプロモーション、モデル）
- 板橋美奈（2012年／Miss of Miss Campus Queen Contest 2012ファイナリスト、CanCam it girl）
- 石川愛（2012年準ミス／元福岡放送アナウンサー）
- 山田沙耶（2013年ファイナリスト／元あいテレビアナウンサー→女鹿平温泉 クヴェーレ吉和[24]広報）
- 小髙茉緒（2017年／日テレアナウンサー）
- 刈川くるみ（2018年グランプリ／セント・フォース、フリーアナウンサー）
- 石塚つばさ（2018年ファイナリスト／元キャンパスクイーン）

『ミス日芸コンテスト』（日大芸術学部）
- 高野照子（たかのてるこ）（1989年準ミス／元東映社員、テレビプロデューサー・作家）
- 水瀬葵（2005年準ミス／元フィットワン・ファーストステージ、グラビアアイドル）
- 川俣あゆみ（2007年準ミス／恵比須と兎[27]、モデル・タレント）
- 本城結実（2008年／Miss of Miss Campus Queen Contest 2008ファイナリスト、エル・アミティエ[33]、タレント・モデル）
- 佐々木友里（2008年準ミス／HORIZON[29]、女優・タレント）
- 山下莉奈（2008年ファイナリスト／サイバーキャスティング、元タレント）
- 山口水帆（山口めろん）（2009年ファイナリスト／元SKL39→元シャイニングウィル→三枝プランニング[30]、元AeLL.SUBっ娘→元怪傑!トロピカル丸→元純情!トロピカル丸→元青春!トロピカル丸→メロンアイドル・タレント・作家）
- 冨田奈央子（2010年ファイナリスト／元IBC岩手放送アナウンサー→元広島ホームテレビアナウンサー、フリーアナウンサー）
- 白井ゆかり（2010年ファイナリスト／ウェザーニューズ、ウェザーニューズLiVE気象キャスター）
- 中田くるみ（中田クルミ）（2011年ファイナリスト／元アソビシステム→パパドゥ、女優・タレント）
- 白壁里沙子（2013年準ミス／ミヤギテレビアナウンサー）
- 窪真理（2013年ファイナリスト／太田プロダクション、女優・タレント）
- 小林京香（水上京香）（2014年ファイナリスト／トップコート、女優）
- 菊池梨沙（2014年ファイナリスト／バグジーヒーロークラブ、グラビアアイドル）
- 斉藤瑞季（2017年／Miss of Miss Campus Queen Contest 2018ファイナリスト、キャンパスクイーン）
- 西井綾音（2017年ファイナリスト／CanCam it girl）

『Miss CHS Contest』（日大文理学部）
- 川島絢子（2011年／元サンミュージックプロダクション、元タレント・モデル）
- 友成響（2012年ファイナリスト／スカイハイプロモーションズ[31]、モデル・女優）
- 與猶茉穂（2013年／元プラチナムプロダクション→ウェザーマップ、元タレント→気象予報士）
- 金井理花（2015年／スペースクラフト、モデル・タレント）
- 田ヶ原恵美（2015年準ミス／元キャンパスクイーン→Voicy広報、OL・タレント）
- 竹本萌瑛子（2016年／元キャンパスラボ→ヤフー社員、CanCam it girl）
- 山内あきの（2017年ファイナリスト／TCP Artist、キャンパスラボ、タレント）
- 藤井あみ（2018年／Miss of Miss Campus Queen Contest 2019準グランプリ・ミスリゼクリニック賞、ベンヌ、タレント）
- 西脇萌（2019年／Miss of Miss Campus Queen Contest 2020グランプリ、itSnap AGENCY、モデル・タレント）

『Miss CONTEST in MISAKI』（日大経済学部）
- 多田羅理加（多田羅りか）（2003年準ミス／圭三プロダクション、タレント・フリーアナウンサー）
- 町本絵里（2004年／エム・エスエンターテイメント[32]、ミス・ユニバース・ジャパン2004、モデル・女優）
- 福地礼奈（2017年／Miss of Miss Campus Queen Contest 2018準グランプリ、元AKB48 Team8佐賀県代表メンバー→NHK福岡放送局契約キャスター）
- 小田雪菜（2019年／キャンパスクイーン）

『ミスコンテスト』（日大商学部）
- 大栗麻未（2009年準ミス／元北海道放送アナウンサー→ジョイスタッフ、フリーアナウンサー）
- 水谷紗也佳（水谷さやか）（2016年ファイナリスト／2019ミス日本酒神奈川代表、ライムライト[34]、キャスター・リポーター）

『ミス日大湘南コンテスト』（日大生物資源科学部）
- 鈴木恵梨佳（2010年／2013年ミス日本グランプリ）
- 星野奈々（2016年ファイナリスト／駆け出しの飛行少女[35]）

『富桜祭Ms.コンテスト』（日大国際学部）
- 飯田芹莉奈（2015年ファイナリスト／元キャンパスクイーン）

『ミス駒澤コンテスト』
- 真鍋杏奈（2007年準ミス／元宮崎放送契約キャスター→ホリプロ、フリーアナウンサー）
- 村上あかり（相原みぃ）（2008年準ミス／元ミアエンタテインメント、元タレント・グラビアアイドル）
- 高橋加奈（2010年準ミス／元エクセルヒューマンエイジェンシー、モデル・タレント）
- 伊波絵梨花（2015年／元キャンパスラボ→SMN社員）
- 上原りゆき（2015年準ミス／元キャンパスクイーン、元モデル・タレント）
- 寺西麻帆（2016年／元キャンパスラボ、CanCam it girl、2019準ミス・インターナショナル日本代表 (3位)）
- 松本直子（2016年ファイナリスト／元キャンパスクイーン）
- 山下智晶（2016年ファイナリスト／元キャンパスラボ）
- 黒口那津（黒口なつ）（2017年／Miss of Miss Campus Queen Contest 2018グランプリ・PEACH JOHN賞・Heather賞、元N-STAR→レプロエンタテインメント、元Ray専属読者モデル・プリ❤クラ→タレント）
- 工藤舞子（2017年準ミス／Miss of Miss Campus Queen Contest 2018ファイナリスト、元キャンパスラボ、元キャンパスクイーン→NHK鳥取放送局→NHK名古屋放送局契約キャスター）
- 糠信ひなの（2017年ファイナリスト／キャンパスラボ）
- 前田京香（2017年ファイナリスト／キャンパスラボ）
- 藤澤響花（2018年準ミス／ミスユニバーシティ静岡代表、2020-2021ARTAGALS）
- 安東凛香（2018年ファイナリスト／キャンパスラボ、キャンパスクイーン）
- 佐藤玲奈（2018年ファイナリスト／元キャンパスクイーン→テレビユー福島アナウンサー）
- 竹内彩花（2019年／元CAMPUS ROOM、Ray専属読者モデル・プリ❤クラ）
- 及川未歩（2019年ファイナリスト／キャンパスラボ）
- 高吉ひな（姫奈）（2020年ミス／LIBERAファンデーション、モデル）
- 日浦もも（2020年ファイナリスト／キャンパスラボ2021年度編集長）
- 徳岡怜美（2021年ミス／IBC岩手放送アナウンサー）
- 齋藤茉日（2023年ファイナリスト／モデル、ダンサー、タレント）
- 仲咲志織（2023年ファイナリスト／81プロデュース声優）

『ミス専修コンテスト』
- 宇田川玲（2008年／Miss of Miss Campus Queen Contest 2008ファイナリスト、元スプラウト）
- 行木絢子（2010年準ミス／元NHK釧路放送局契約キャスター→東北アイスホッケークラブ社員）
- 和田早矢（2011年／元高知さんさんテレビアナウンサー→ツクルバ社員、コミュニティマネージャー）
- 高木真帆（2013年／東京モデル事務所 OASIS AGENCY、タレント・モデル）
- 奥村優希（2013年ファイナリスト／元たむらプロ→元エヌウィード→青年座映画放送、元AppleTale→女優・タレント）
- 小林美沙希（2013年ファイナリスト／沖縄テレビ放送アナウンサー）
- 佐野由奈（2014年準ミス／元キャンパスラボ、元CanCam it girl）
- 三木茉莉（2014年ファイナリスト／元キャンパスクイーン）
- 高橋茉莉（2014年ファイナリスト／元キャンパスクイーン）
- 青木素姫（2015年ファイナリスト／えりオフィス、女優）
- 藤田絢奈（2016年／元キャンパスクイーン）
- 菅野梓（2017年／キャンパスクイーン）
- 岡田瑶美（2018年ファイナリスト／キャンパスクイーン）

『東洋大学ミスコンテスト』
- 野口綾子（2004年／Miss of Miss Campus Queen Contest 2004ファイナリスト、ホリプロ、元グラビアアイドル→タレント）
- 川辺優紀子（2011年準ミス／ベンヌ→リコロン、女優・モデル・写真家）
- 高橋友里恵（金原亭乃ゝ香）（2014年審査員特別賞／落語家）
- 岸波香桜（2015年／元キャンパスクイーン→元青森テレビ記者→元さくらんぼテレビアナウンサー兼記者）
- 安部遼（2015年審査員特別賞／元NHK旭川放送局契約キャスター→テレビユー福島アナウンサー）
- 丸山果恋（2016年準ミス／キャンパスクイーン）
- 三上珠英瑠（2017年ファイナリスト／キャンパスクイーン）
- 岸田千聖（2018年準ミス／non-noカワイイ選抜）

『桜美林ミスコンテスト』
- 山内あいな（2008年／プラチナムピクセル、SILENT SIRENメンバー・ベース担当）
- 小松愛唯（2009年／Miss of Miss Campus Queen Contest 2009グランプリ、元ジャパン・ミュージックエンターテイメント、元non-noモデル・タレント）
- 三田村春奈（2009年ファイナリスト／ダブルアップエンタテインメント、女優）
- 嘉数夏葵（2009年ファイナリスト／元ライジングプロダクション、モデル・タレント）
- 横町ももこ（2010年準ミス／元オスカープロモーション、モデル・タレント）
- 富田千晴（2011年／ベンヌ、モデル・タレント・女優）
- 平松真実（2011年ファイナリスト／ネクストプロモーション、お菓子系アイドル）
- 吉田怜菜（2012年準ミス／エイベックス・マネジメント、モデル・タレント・女優）
- 前坂美結（2013年／CanCam it girl）
- 中島ゆかい（2015年／Miss of Miss Campus Queen Contest 2016ファイナリスト、元キャンパスクイーン→元スペースクラフト、元モデル・タレント）
- 浅沼惠理（2015年準ミス／セントラル株式会社、タレント）
- 廣木葵（2016年準ミス／Miss of Miss Campus Queen Contest 2017ファイナリスト、元キャンパスクイーン→元スペースクラフト）
- 横溝南都海（2016年ファイナリスト／キャンパスクイーン）
- 宮澤千穂（2016年ファイナリスト／ニコニコ生放送、生主）
- 神田朝香（2017年／Miss of Miss Campus Queen Contest 2018ファイナリスト、スプラウト→セント・フォース、タレント）
- 三関紗彩（2017年準ミス／Miss of Miss Campus Queen Contest 2018ファイナリスト、キャンパスクイーン）
- 寺坂真里奈（2018年／Miss of Miss Campus Queen Contest 2019ファイナリスト、キャンパスクイーン）
- 五味なる海（2018年ファイナリスト／non-noカワイイ選抜）

『ミス東海コンテスト』
- 奥貫仁美（2011年／Miss of Miss Campus Queen Contest 2011ファイナリスト、元スプラウト→元NHK福井放送局契約キャスター→元NHK水戸放送局契約キャスター→元テレビ東京ワールドビジネスサテライト番組ディレクター→圭三プロダクション、フリーアナウンサー）
- 八木美佐子（2014年／元山口放送アナウンサー→元広島ホームテレビアナウンサー→ホリプロ、フリーアナウンサー）
- 葛西蘭（2017年／キャンパスクイーン、モデル・タレント）
- 油井葉月（2017年ファイナリスト／元Photo Club Jewel第1期生）
- 高橋茉里奈（2017年ファイナリスト／元キャンパスクイーン、元モデル・タレント）
- 中村美紅（2018年／キャンパスクイーン）

『Miss Teikyo Campus Contest』（帝京大学）
- 二階堂まり（2008年／オフィスシュウ、タレント）
- 高尾美有（2014年準ミス／元キャンパスクイーン→スペースクラフト）
- 堤佳奈恵（2015年準ミス／元キャンパスクイーン）
- 田川紗永（2017年／Miss of Miss Campus Queen Contest 2018ファイナリスト、キャンパスクイーン、モデル・タレント）
- 高砂ひなた（2017年準ミス／Miss of Miss Campus Queen Contest 2018ファイナリスト、サンミュージックブレーン、タレント）

『Ms Musashino Contest』（武蔵野大学）
- 増子紗良（2015年／キャンパスクイーン、モデル・タレント）
- 新家利奈（2016年準ミス／元キャンパスクイーン、元カレッジ・コスモス、元モデル・タレント・アイドル）
- 長尾愛佳（2018年／キャンパスクイーン）
- 中村優花（2018年ファイナリスト／キャンパスクイーン）

『ミスコンテスト』（亜細亜大学）
- 奥田紗都（2016年／CanCam it girl）
- 伊藤愛真（2017年／Miss of Miss Campus Queen Contest 2018審査員特別賞・ミスリゼウォーク賞・ミスリゼクリニック賞・モデルプレス賞、元ゼロイチファミリア→TWIN PLANET、タレント・卒業☆星）
- 町田佳代（2017年ファイナリスト／元Bites.inc）

『ミスコンテスト』（立正大学）
- 新保里歩（2017年／Miss of Miss Campus Queen Contest 2018審査員特別賞、スターダストプロモーション、キャスター・リポーター）
- 川本彩加（Aya）（2017年準ミス／元キャンパスクイーン、元カレッジ・コスモス、元モデル・タレント・アイドル）
- 江口実玖（2018年／元キャンパスクイーン→元NHK秋田放送局契約キャスター→とちぎテレビアナウンサー）

『ミスメイプルクイーン』（国士舘大学）
- 井出千草（1999年／NHK契約キャスター→元秋田テレビアナウンサー）
- 御影宇那（2015年／ヒラタオフィス、女優）

『ミス大東』
- 塙花澄（花澄）（2000年／ジェイ・クリップ、女優・タレント・ナレーター）
- 内田秀美（2017年ファイナリスト／キャンパスクイーン）

『ミス淑徳』
- 井口玲音（元瀬戸内海放送アナウンサー→元三桂→ホリプロ、フリーアナウンサー）
- 阿部川緑（2015年／Miss of Miss Campus Queen Contest 2016ミス・インターナショナル賞、元オスカープロモーション）

『ミス拓殖大学』
- 水木香（2002年準ミス／元シー・フォルダ→元M☆Splash!!→元OL→TCP Artist、タレント・レポーター）
- 長谷川朋加（2011年準ミス／元NHK山形放送局契約キャスター→元四国放送アナウンサー→元福島テレビアナウンサー）

『ミス東京経済大学』
- 近江七恵（1990年／『全国こども電話相談室』の6代目お姉さん、元生島企画室）

『ミス武蔵美人』（武蔵野美術大学）
- 久保絵理紗（2010年ファイナリスト／TBSラジオキャスター）
- うらあやか（2011年ファイナリスト／アーティスト）[36]

『コスモスコンテスト』（玉川大学）
- 伊藤舞（2016年／元キャンパスクイーン、元カレッジ・コスモス、元モデル・タレント・アイドル）

『Miss Rikadai Contest』（東京理科大学）
- 高藤優奈（2013年ファイナリスト／東京モデル事務所 OASIS AGENCY 、タレント・モデル）
- 清水春名（2014年ファイナリスト／山口朝日放送アナウンサー）
- 谷川未央（2015年準ミス／元キャンパスラボ→フューチャーアーキテクト社員）
- 脇田茉奈（2015年ファイナリスト／元キャンパスクイーン、元カレッジ・コスモス、元non-noカワイイ選抜・タレント・アイドル）
- 大迫瑞季（2016年／Miss of Miss Campus Queen Contest 2017準グランプリ・DHC賞、元キャンパスラボ）
- 江上由莉奈（2016年ファイナリスト／キャンパスクイーン、モデル・タレント）
- 牧村里奈（2017年準ミス／Miss of Miss Campus Queen Contest 2018ファイナリスト、キャンパスクイーン、Ray専属読者モデル・プリ❤クラ）
- 長谷川真希（2017年ファイナリスト／キャンパスラボ）
- 脇田璃奈（2018年／Miss of Miss Campus Queen Contest 2019ファイナリスト、元キャンパスクイーン、non-noカワイイ選抜・元カレッジ・コスモス、モデル・アイドル）
- 石川由菜（2018年準ミス／CAMPUS ROOM、Ray専属読者モデル・プリ❤クラ）
- 奥田美来（2018年ファイナリスト／キャンパスクイーン）
- 高桑マホ（2018年ファイナリスト／キャンパスクイーン）

『ミスコンテスト』（芝浦工業大学）
- 横山桃子（2017年ファイナリスト／キャンパスクイーン、キャンパスラボ）
- 柴垣映里奈（2018年ファイナリスト／キャンパスクイーン）

『Ms.コンテスト』（東京薬科大学）
- 吉田恵美（2017年／non-noカワイイ選抜）

『ミス獨協医科大学』
- 佐藤美希（2012年／Miss of Miss Campus Queen Contest 2012ファイナリスト、ホリプロ、タレント・女優・ファッションモデル）

『ミス東邦コンテスト』
- 関まどか（2018年ファイナリスト／ウェザーマップ、気象予報士・お天気キャスター）

#### 私立女子大学
『ミス実践コンテスト』
- 長谷川理恵（リナーシェ、ファッションモデル・タレント）
- 松岡洋子（1999年／Miss of Miss Campus Queen Contest 99ミスフォトジェニック賞、元トヨタ自動車社員→元ウェザーマップ→元セント・フォース、元テレビキャスター）
- 八木依子（2004年／Miss of Miss Campus Queen Contest 2004ファイナリスト、元セント・フォース→サイドエー、タレント）
- 山形純菜（2013年／Miss of Miss Campus Queen Contest 2013ファイナリスト、ミス・インターナショナル2016日本代表、元JJ読者モデル→TBSアナウンサー）
- 川瀬まりあ（2013年準ミス／元キャンパスクイーン）
- 宮本茉由（2014年／Miss of Miss Campus Queen Contest 2015ファイナリスト、オスカープロモーション、モデル・女優）
- 山本りさ（2014年準ミス／元スプラウト）
- 住吉さつき（2015年／元キャンパスクイーン）
- 軍司莉奈（2015年準ミス／元キャンパスラボ→OL）
- 福田莉千（2015年ファイナリスト／キャンパスラボチームディレクター）
- 氏家夏乃（2015年ファイナリスト／元キャンパスクイーン）
- 郷田さくら（2016年／キャンパスクイーン）
- 白井真緒（白井琥珀）（2016年準ミス／元プラチナムプロダクション→エムズエンタープライズ、non-noカワイイ選抜）
- 川井寧々（2016年ファイナリスト／スペースクラフト、non-noカワイイ選抜、OL）
- 小倉日南子（2016年ファイナリスト／元キャンパスクイーン）
- 小数賀芙由香（2017年／Miss of Miss Campus Queen Contest 2018ファイナリスト、元スターダストプロモーション→元アップフロントプロモーション、元子役・元アンジュルムメンバー）
- 佐野有沙（2017年準ミス／元キャンパスラボ）
- 松谷百恵（松谷ももえ）（2017年ファイナリスト／サトルジャパン、モデル・タレント）
- 渡辺妃香（2017年ファイナリスト／Cruva Management helahela、モデル）
- 新名未来（2018年／Miss of Miss Campus Queen Contest 2019ファイナリスト、元スペースクラフト、駆け出しの飛行少女、Ray専属読者モデル・プリ❤クラ）
- 山田麻由（2018年準ミス／キャンパスラボ）
- 樋口綾奈（2018年ファイナリスト／キャンパスラボ）
- 栗山千緒里（2019年ファイナリスト／キャンパスラボ）

『Miss Campus Contest』（東京女子大学）
- 戸室穂美（2008年／Miss of Miss Campus Queen Contest 2008ファイナリスト、元SKL39→元ライムライト→ショップチャンネルキャスト、元アイドル→フリーアナウンサー）
- 齊藤彩（2008年ファイナリスト、フリーモデル）
- 倉淵舞（2008年ファイナリスト／元NHK高知放送局契約キャスター→元福岡放送契約アナウンサー）
- 刈川杏奈（2011年準ミス／エス・オー・プロモーション、モデル）
- 矢野智美（2012年ファイナリスト／テレビ岩手アナウンサー）
- 中西希（2013年／元広島ホームテレビアナウンサー→圭三プロダクション、フリーアナウンサー）
- 佐藤真知子（2013年準ミス／日テレアナウンサー）
- 室伏真璃（2014年ファイナリスト／テレビ静岡アナウンサー）
- 小田島愛（2014年ファイナリスト／元テレビ金沢アナウンサー→元福島テレビアナウンサー）
- 鳥越佳那（2015年ファイナリスト／元静岡第一テレビアナウンサー）
- 清水玲（2016年／宮崎放送アナウンサー）
- 和田遥（2016年ファイナリスト／元NHK札幌放送局契約キャスター）
- 池谷実悠（2017年ファイナリスト／テレビ東京アナウンサー）

『Miss 和 Contest』（学習院女子大学）
- 三ツ木麻喜（1998年／元スターダストプロモーション→元静岡朝日テレビアナウンサー→ボイスワークス、フリーアナウンサー・元タレント）
- 梅田陽子（1999年／セント・フォース、フリーアナウンサー）
- 栗本祐子（2002年／オフィスキイワード、フリーアナウンサー）
- 上杉桜子（2008年／元岡山放送アナウンサー→セント・フォース、フリーアナウンサー）
- 大重麻衣（2012年／元オスカープロモーション→元日本テレビイベントコンパニオン→元広島ホームテレビアナウンサー→F.D.K.、元タレント→フリーアナウンサー）
- 二本木美唯貴（2014年準ミス／元鹿児島読売テレビアナウンサー→テレビ神奈川記者）
- 柳田菜月（2014年ファイナリスト／元キャンパスラボ→SMN社員、CanCam it girl）
- 水野冴羅（2014年ファイナリスト／non-no専属読者モデル）
- 山城咲貴（2016年ファイナリスト／琉球朝日放送アナウンサー）
- 西愛梨（2017年ファイナリスト／キャンパスラボ、non-noカワイイ選抜・HowBガール）
- 大澤遥（2018年／スプラウト）
- 大塚汐莉（2018年ファイナリスト／Ray専属読者モデル・プリ❤クラ）
- 味澤咲良（2019年ファイナリスト／スプラウト）

『ミズ東洋英和コンテスト』
- 本多麻衣（2008年／元セント・フォース→スペースクラフト、モデル・タレント）
- 笹崎里菜（2011年／Miss of Miss Campus Queen Contest 2011ファイナリスト、元JJ・ViVi読者モデル→日テレアナウンサー）
- 千田絵民（2014年ファイナリスト／オスカープロモーション、キャスター）
- 峯彩香（2015年／元キャンパスクイーン）
- 高倉優奈（2015年ファイナリスト／スペースクラフト、モデル・タレント）
- 須藤未菜（2016年／キャンパスクイーン、CanCam it girl）
- 池田芽以（2017年／キャンパスクイーン）
- 玄田和美（2017年準ミス／Miss of Miss Campus Queen Contest 2018ファイナリスト、キャンパスラボ）
- 宿輪ゆき（2018年ファイナリスト／元キャンパスクイーン→元佐渡テレビアナウンサー→NHK甲府放送局契約キャスター）
- 島田真帆（2019年準ミス／キャンパスラボ）
- 村木菜生（2019年ファイナリスト／スプラウト）

『ミス日本女子大学コンテスト』
- 河島未怜（元恋のから騒ぎ11期生→元e-actors→元日本気象協会→元セント・フォース→ジョイスタッフ、元タレント・女優→気象予報士）
- 近森加奈（近森カナ）（準ミス／フリーモデル）
- 井手麻実（2005年／元四国放送アナウンサー→元青森テレビアナウンサー→湘南ケーブルネットワークキャスター）
- 松本あゆ美（2007年／元ウェザーニューズ→セント・フォース、タレント・キャスター）
- 井上実萌彩（2015年／Ray専属読者モデル・プリ❤クラ）
- 福田千織（2015年準ミス／JJ読者モデル）
- 片倉麻里 (201?年ファイナリスト／フリーモデル・女優)
- 浅田春奈（2016年／Miss of Miss Campus Queen Contest 2017審査員特別賞・C CHANNEL賞・モデルプレス賞、元Ray専属読者モデル・プリ❤クラ→NHKアナウンサー）
- 東菜美子（込堂なみ）（2017年／Miss of Miss Campus Queen Contest 2018ミスコレ賞、元スプラウト→non-noカワイイ選抜）
- 小湊愛巳（2017年特別賞／CanCam it girl）

『ミス共立女子大学』
- 田代沙織（2004年準ミス／生島企画室、タレント・アマチュア落語家）
- 大河原あゆみ（2006年準ミス／2007年ミス日本関東地区代表、元山口放送アナウンサー→フリーアナウンサー兼クリエイティブ・ディレクター）
- 森田美礼（2012年／TOKYO MXアナウンサー）
- 森田真理華（2015年準ミス／元キャンパスラボ→ボイスワークス、フリーアナウンサー）
- 増田萌絵（2015年ファイナリスト／ヴィズミックモデルエージェンシー、モデル）
- 江川理沙（2017年ファイナリスト／キャンパスクイーン）
- 成澤舞（2017年ファイナリスト／Ray専属読者モデル・プリ❤クラ）

『ミス共立女子～桜姫～コンテスト』（共立女子大学・共立女子短期大学）
- 西ノ入菜月（2016年／Miss of Miss Campus Queen Contest 2017ファイナリスト、元アヴィラ→仙台放送アナウンサー、元タレント）
- 花村美緒（2016年ファイナリスト／non-noカワイイ選抜）
- 中谷彩伽（2018年／Miss of Miss Campus Queen Contest 2019審査員特別賞、2020年ミス日本ファイナリスト、元キャンパスクイーン、non-noカワイイ選抜）

『ミス清泉コンテスト』

- 吉田恵（1997年／セント・フォース、フリーアナウンサー）
- 保田有希（2000年準ミス／元セント・フォース→元テレビユー福島アナウンサー）
- 早坂牧子（早坂まき子）（2002年／元仙台放送アナウンサー→ローカルドリームプロダクション、フリーアナウンサー）
- 近藤ゆい（2014年審査員特別賞／スペースクラフト、タレント）
- 佐藤美香（2016年ファイナリスト／キャンパスクイーン）
- 後藤萌子（2017年準ミス／キャンパスクイーン）
- 平賀咲乃（2017年ファイナリスト／元キャンパスクイーン、元カレッジ・コスモス、元モデル・タレント・アイドル）
- 中村莉子（2019年／non-noカワイイ選抜）

『ミスフェリストロンゲスト』
- 成嶋早穂（2005年／元東海テレビアナウンサー→元セント・フォース→アワーソングスクリエイティブ、フリーアナウンサー・タレント、前田健太の妻）
- 深津瑠美（2008年／元岡山放送アナウンサー→元TBSスパークル、元フリーアナウンサー、菊池雄星の妻）
- 福盛田悠（2011年／元秋田朝日放送アナウンサー→元福島テレビアナウンサー→ミヤギテレビアナウンサー）
- 望月麗奈（2015年／元信越放送アナウンサー→テレビ埼玉契約アナウンサー）
- 鈴木珠友（2015年ファイナリスト／元キャンパスクイーン）
- 飯野詩帆（2015年ファイナリスト／元群馬テレビアナウンサー兼記者）

『ミス大妻』
- 藤真美穂（1998年／グリスト、女優）
- 荒木蘭（2003年／元NHK鳥取放送局契約キャスター）
- 増田美香（2011年／Miss of Miss Campus Queen Contest 2011審査員特別賞、元とちぎテレビアナウンサー→ニチエンプロダクション、フリーアナウンサー）
- 弭間花菜（2017年／Miss of Miss Campus Queen Contest 2018ファイナリスト、元秋田朝日放送アナウンサー→フリーアナウンサー）

『ミス白百合女子大学』
- 高澤梓（滝川あずさ）（2008年／元クラウディア→元ウエ・コーポレーション→元東京女子プロレス、元タレント→元プロレスラー）
- 榊原莉奈（2014年／キャンパスクイーン）
- 磯香菜（2015年ファイナリスト／元キャンパスクイーン）

『ミス昭和女子大学』
- 横山晴奈（2008年／モデル・タレント）
- 菅野倫（2012年／元スプラウト）

『ミス東京女学館』
- 大石恵（1996年／セント・フォース、フリーアナウンサー）
- 小柳歩（2011年／UTY、タレント・元マリンちゃん）

『ミス跡見』
- 中尾安里（2016年／元キャンパスクイーン）
- 追川美樹（2016年ファイナリスト／元キャンパスクイーン）

『Miss Sophia Jr.Contest』（上智大学短期大学部）
- スミス春子（2011年／静岡朝日テレビアナウンサー）
- 上野愛奈（2013年／元バレンタインデュウ→元TBSスパークル→セント・フォース、フリーアナウンサー）

『ミス青短』
- 高村凛（2000年／プラチナムプロダクション、モデル・タレント・女優）

『ミス立教女学院』
- 堀江聖夏（2012年／元office vivid→元スプラウト→セント・フォース、フリーアナウンサー）

『ミスニチジョコンテスト』（日本女子体育大学）
- 青木ももか（2017年ファイナリスト／元キャンパスラボ）

### 中部地区
『ミス名城コンテスト』
- 原杏奈（原アンナ）（2007年／元パラダイスガール第1期メンバー→ケイダッシュステージ、タレント・モデル）
- 浅井潮（2011年／フリー、女優・タレント）
- 足立明里（2016年／元NHK津放送局契約キャスター）

『銀嶺祭COLLECTION』（信州大学）
- 岩本さくら（2017年／Miss of Miss Campus Queen Contest 2018ファイナリスト、オスカープロモーション）
- 間瀬知美（2017年準ミス／サーラアビリタ、モデル）

『ミス椙山女学園大学コンテスト』
- 河合莉菜（2012年／元NHK津放送局契約キャスター→元石川テレビアナウンサー→メ～テレアナウンサー）
- 亀蔦なごみ（2015年／元キャッチネットワークアナウンサー→NHK名古屋放送局契約キャスター）

『Ms. NANZAN Contest』
- 中村優花（2018年／Miss of Miss Campus Queen Contest 2019グランプリ・ミスリゼウォーク賞・Heather賞・アナトレ賞、元SKE48メンバー→古舘プロジェクト、タレント）

『ミス南山大学短期大学部』
- 横田亜美（2009年／プリンセス名古屋2010準グランプリ、モデル）

『プリンセスコンテスト』（新潟大学）
- 宇賀神唯（2011年準ミス／2011ミス日本東日本地区代表、元NHK新潟放送局契約キャスター→元テレビ金沢アナウンサー）

『ミス名古屋文化短期大学』
- 加藤未奈（2008年／Miss of Miss Campus Queen Contest 2008準グランプリ、元セントラルジャパン、元モデル）

### 関西地区

#### 国公立大学
『Ms. Campus KOBE』（神戸大学）
- 久保円華（2014年／元テレビ高知アナウンサー→セント・フォース、静岡朝日テレビ契約アナウンサー）
- 福永裕梨（2015年／Miss of Miss Campus Queen Contest 2016ファイナリスト、北海道テレビ放送アナウンサー）
- 住田さくら（2016年準ミス／セント・フォース関西、タレント）
- 福山佳那（2017年／元日本海テレビ報道記者→ウェザーマップ気象予報士）
- 豊成春子（2017年ファイナリスト／元セイ→四国放送アナウンサー）
- 橋本和花子（2018年／第49期サンテレビガールズ→元スプラウト→カンテレアナウンサー）
- 秦萌（2019年／テレビ宮崎アナウンサー）

『ミス阪大』
- 牛田茉友（2007年／University Kansai 2007出場、NHKアナウンサー）
- 橋本真衣（2014年／テレビ西日本アナウンサー）
- 有澤由真（有澤ゆま）（2014年準ミス、元キャンパスクイーン→吹田新選会、元モデル・タレント→政治家）

『Ms Abeno Contest』（大阪府立大学・大阪市立大学）
- 木岡真理奈（2015年ファイナリスト／University Kansai 2016グランプリ、テレビ高知アナウンサー）
- 澤井志帆（2016年ファイナリスト／Miss of Miss Campus Queen Contest 2017ファイナリスト、静岡第一テレビアナウンサー）

#### 私立大学
『Miss Campus Kwansei Gakuin』（関西学院大学）
- 山内佑利子（1998年準ミス／元廣済堂社員→キャラ、元琉球放送契約アナウンサー→フリーアナウンサー）
- 羽谷直子（2001年／朝日放送ラジオ社員、元アナウンサー）
- 吉川亜樹（2009年／舞夢プロ、タレント）
- 柳田小百合（2009年準ミス／グラムモデルマネージメント、モデル・タレント）
- 西田絵梨香（2009年ファイナリスト／モデルエージェンシー・モデルス、モデル）
- 前東沙苗（2010年ファイナリスト／元JJ・ViVi読者モデル→元NHK和歌山放送局契約キャスター）
- 太田奈都子（2010年ファイナリスト／元第43期サンテレビガールズ）
- 永島優美（2011年／フジテレビアナウンサー）
- 坂本七菜（2013年ファイナリスト／元NHK和歌山放送局契約キャスター→元テレビ大阪契約アナウンサー）
- 新島麻生（2015年ファイナリスト／元スターダストプロモーション→元NHK熊本放送局契約キャスター→元NHK甲府放送局契約キャスター→オフィスキイワード、フリーアナウンサー）
- 芥田愛菜美（2015年ファイナリスト／元セント・フォース関西）
- 榎彩聖（2016年ファイナリスト／元キャンパスラボ、CanCam it girl）
- 高木晴菜（2017年／元スターダストプロモーション→元セント・フォース関西→テレビ西日本アナウンサー、元タレント）
- 大谷舞風（2017年準ミス／元セント・フォース関西→NHKアナウンサー、元タレント）
- 末井櫻子（2017年ファイナリスト／キャンパスクイーン）
- 大西百合子（2017年ファイナリスト／元キャンパスクイーン→スペースクラフト、モデル・タレント）
- 岩元こころ（2019年／セント・フォース関西、タレント）
- 安田真由香（2019年ファイナリスト／セント・フォース関西、タレント）
- 山本瑠香（2020年／元AKB48・チーム8和歌山県初代代表／セント・フォース関西、タレント　Miss of Miss Campus Queen Contest 2021準GP）
- 松本美紅（2020年準ミス／セント・フォース関西、タレント）

『Miss Campus Doshisha』（同志社大学）
- 馬渕磨理子（2008年／株タレント）
- 松岡史子（2009年／日本海テレビ報道記者）
- 森直美（2009年ファイナリスト／元恋のから騒ぎ15期生→静岡朝日テレビアナウンサー）
- 牧野結美（2010年／元静岡朝日テレビアナウンサー→元セント・フォース→アプリボット広報、元フリーアナウンサー）
- 薄田沙誉（薄田ジュリア）（2010年ファイナリスト／元石川テレビアナウンサー→セント・フォース、フリーアナウンサー）
- 宇垣美里（2011年／元TBSアナウンサー→オスカープロモーション、フリーアナウンサー）
- 西山穂乃加（2013年ファイナリスト／テレビ新広島アナウンサー）
- 青木美奈実（2016年／Miss of Miss Campus Queen Contest 2017審査員特別賞、南海放送アナウンサー）
- 杉浦みずき（2017年／元セント・フォース関西→セント・フォース、タレント）
- 今川菜緒（2017年準ミス／元セイ→元岡山放送アナウンサー→セント・フォース、フリーアナウンサー）
- 森彩華（2017年ファイナリスト／元NMB48メンバー→第48期サンテレビガールズ）
- 笹井千織（2018年ファイナリスト／元モデル事務所→スプラウト）
- 吉村恵里子（2019年／元セント・フォース関西→TBSテレビアナウンサー）

『Miss Campus KANDAI』（関西大学）
- 田中愛（現在は「田中めぐみ」）（2010年（初代）準ミス／元オフィスキイワード→ホリプロ所属、フリーアナウンサー）
- 池田恵理（2012年／Good Win、女優）
- 新田谷萌（2013年ファイナリスト／元erg-Au→元NHK奈良放送局契約キャスター→元NHK名古屋放送局契約キャスター→NHK神戸放送局契約キャスター）
- 大森万梨乃（2014年／元第45期サンテレビガールズ→テレビ静岡アナウンサー）
- 市場里奈（2014年準ミス、University Kansai 2015ファイナリスト／元セント・フォース関西→元テレビ新広島アナウンサー→ジョイスタッフ、元タレント→フリーアナウンサー）
- 小畠優花（2014年ファイナリスト／元第46期サンテレビガールズ→元NHK広島放送局契約キャスター→NHK岡山放送局契約キャスター）
- 植野史奈子（2015年ファイナリスト／イリア・モデルエージェンシー、モデル）
- 鹿田雪子（2016年／Miss of Miss Campus Queen Contest 2017ファイナリスト、ケイオスPRO、タレント）
- 黒川彩子（2016年ファイナリスト／元セイ→びわ湖放送アナウンサー兼AD）
- 谷川晴菜（2016年ファイナリスト／元セント・フォース関西、元タレント）
- 橋本莉奈（2017年ファイナリスト／青森放送アナウンサー）
- 中村安里（2017年ファイナリスト／高知さんさんテレビアナウンサー兼記者→FBS福岡放送契約アナウンサー）

『Miss Campus Ritsumeikan』（立命館大学）
- 久野知美（2003年準ミス／元舞夢プロ→ホリプロ、フリーアナウンサー）
- 伊藤葉菜（2011年準ミス／アリス・イン・ワンダーランド、モデル・タレント）
- 城戸楓花（2011年ファイナリスト／エイジアプロモーション、タレント）
- 望月杏夏（2012年ファイナリスト／中京テレビアナウンサー）
- 武田彩佳（2014年準ミス／元RSK山陽放送アナウンサー）
- 平野佑芽（2014年ファイナリスト／元RSK山陽放送アナウンサー）
- 石田静香（2015年／Miss of Miss Campus Queen Contest 2016審査員特別賞、元キャンパスラボ）
- 橘祐里（2015年ファイナリスト／スターダストプロモーション、タレント）
- 内田雪絵（2016年ファイナリスト／元セント・フォース関西、元タレント）
- 黒田詩織（2017年／Miss of Miss Campus Queen Contest 2018ファイナリスト、元セント・フォース関西、元タレント）
- 津田朋佳（2019年ファイナリスト／キャンパスラボ）

『Miss Ryukoku』（龍谷大学）
- 斎藤夏美（2008年／University Kansai 2008準グランプリ、元イデア→インセント、ファッションモデル）
- 秋山未有（2016年／Miss of Miss Campus Queen Contest 2017ラザールダイヤモンド賞、プラチナムプロダクション、タレント）
- 先田みらの（2016年準ミス／キャンパスラボ）
- 小島七海（2017年／Miss of Miss Campus Queen Contest 2018ファイナリスト、non-noカワイイ選抜）

『ミス近大コンテスト』
- 石塚瞳（2011年／元セント・フォース関西、元タレント）
- 伊東紗冶子（2013年／Miss & Miss Campus Queen Contest 2013準グランプリ、元セント・フォース関西、元グラビアアイドル・タレント・フリーアナウンサー）
- 石井愛子（2015年ファイナリスト／高知さんさんテレビアナウンサー兼記者）
- 辻原麻希（2017年／元NHK長崎放送局契約キャスター→NHK神戸放送局契約キャスター）

『ミス甲南大学』
- 小西陽向（2017年ファイナリスト／関西コレクションエンターテイメント、モデル）

『ミスキャンパス同志社女子』
- 大八木文香（1999年／元四国放送契約アナウンサー→元オフィスキイワード→舞夢プロ、フリーアナウンサー）
- 柳川真菜（2006年／University Kansai 2006準グランプリ・審査員特別賞、よしもとクリエイティブ・エージェンシー、タレント）
- 青山郁代（2006年準ミス／プリンセス関西2007グランプリ、スタッフ・プラス、女優）
- 青山真由子（2007年／University Kansai 2007準グランプリ、Miss of Miss Campus Queen Contest 2007京都きもの友禅賞、タレント）
- 中島めぐみ（2008年／カンテレアナウンサー）
- 宮本夏花（2017年／Miss of Miss Campus Queen Contest 2018アナトレ賞、ディスカバリー・ネクスト、元iDOL Street・大阪 DAIZY7メンバー、モデル・タレント）
- 山根七星（2017年準ミス／Miss of Miss Campus Queen Contest 2018ファイナリスト、セイ、リポーター）
- 増谷寧々（2017年ファイナリスト／福井放送アナウンサー）
- 畑中里咲（2018年／セント・フォース関西）

2020年度は中止。
『京おんな大和撫子選手権』（京都女子大学）
- 各務恵理菜（2007年／University Kansai 2007グランプリ、Miss of Miss Campus Queen Contest 2007ファイナリスト、元松竹芸能／元タレント）
- 矢作麗（2010年／パートナーズ・プロ、フリーアナウンサー・競馬ライター）
- 松本亜美（2016年ファイナリスト／テレビ新潟アナウンサー）

『ミス神戸女学院』
- 西村美保（金子美保）（1999年／University Kansai 99グランプリ、Miss of Miss Campus Queen Contest 99グランプリ、オリオンズベルト、元タレント）
- 長谷川純子（2007年／University Kansai 2007関西学生広告連盟特別賞、元ヴィズミック、モデル）

『ミス甲南女子大学』
- 松井愛（MBSアナウンサー）

『平安女学院短期大学ミス・アグネスコンテスト』
- 小谷真生子（1984年／元NHKキャスター→オフィス・トゥー・ワン、フリーアナウンサー）

### 中国・四国地区
『ミス高知大』
- 山崎真理（なめたらいかんぜよ。MARI）（2003年／よしもとクリエイティブ・エージェンシー、お笑いタレント）
- 廣井佑果子（廣井ゆう）（2011年／Miss of Miss Campus Queen Contest 2011グランプリ、元アミューズ、女優）
- 山下耀子（2016年／Miss of Miss Campus Queen Contest 2017ミスコレ賞、ホリプロ、タレント）
- 河野真歩（2017年／元高知放送アナウンサー→大分放送アナウンサー）

『ミス安田女子短期大学』
- 橋本真帆（2011年／Miss of Miss Campus Queen Contest 2011ファイナリスト、元コペル→元浅井企画、女優・タレント・モデル）

『ミスキャンパス香川大学』
- 森夏美（2014年／岡山放送アナウンサー）

『ミス愛媛コレクション』（愛媛大学・松山大学・松山東雲短期大学）
- 大橋梓（2016年ファイナリスト／TWIN PLANET EHIME、モデル）

### 九州地区
『Miss Campus Girl Contest』（西南学院大学）
- 武田華奈（2008年／Miss of Miss Campus Queen Contest 2008審査員特別賞、テレビ宮崎アナウンサー）
- 片渕茜（2012年／テレビ東京アナウンサー、元タレント）
- 野口紗世子（2015年準ミス／TWIN PLANET ENTERTAINMENT、モデル）
- 玉谷愛（2016年ファイナリスト／元RKBサンデーウォッチ学生リポーター→南日本放送アナウンサー）
- 本郷多香子（2016年ファイナリスト／シナプス、モデル・タレント・アナウンサー・ラッパー・お笑い芸人・書道家)
- 成重優梨（2017年準ミス／Miss of Miss Campus Queen Contest 2018ファイナリスト、CHARO、YouTuber）

『Miss Fukudai Contest』（福岡大学）
- 丸林広奈（2011年／元CanCam専属スター読者モデル第1期生→CanCamスタイリスト）
- 是永瞳（2015年／オスカープロモーション、タレント・モデル・女優）
- 吉原詩織（2017年ファイナリスト／EYES、モデル・レースクイーン）
- 足立沙織（2018年ファイナリスト／カバーガールエンターテインメント、モデル）
- 上田奈央（2018年ファイナリスト／山口放送アナウンサー）

『ミス福岡女学院大学』
- 古賀華那（2014年準ミス／元NHK佐賀放送局契約キャスター）
- 森綾伽（2017年ファイナリスト／CanCam it girl）

『Miss Campus Queen Contest』（筑紫女学園大学）
- 木村真理子（木村まこ）（2007年／元ワタナベエンターテインメント九州事業本部、元ローカルタレント・DJ）
- 北川彩（2015年ファイナリスト／元スプラウト→セント・フォース、元タレント→静岡朝日テレビ契約アナウンサー）

『Ms.Contest』（長崎大学）
- 永尾亜子（2014年ファイナリスト／フジテレビアナウンサー）

『北九州大ミスコン』
- 岡野唯（2012年特別賞／元よしもとクリエイティブ・エージェンシー→元宮崎放送アナウンサー→NHK福岡放送局契約キャスター）